# Кирпичное (Запорожская область)
Кирпичное (укр. Кирпичне) — село,
Фруктовский сельский совет,
Мелитопольский район,
Запорожская область,
Украина.
Бывшая немецкая колония Гуттерталь. Население — 239 человек (2001 год).

## Географическое положение
Село Кирпичное находится между реками Тащенак и Малый Утлюк,
примыкает к селу Фруктовое.
Рядом проходят автомобильная дорога М-18 (E 105) и
железная дорога, станция Тащенак в 6-и км.

## История
Село было основано 1831 или 1842 представителями конфессиональной группы гуттеров (англ.).
Образовано гуттеритами из радичевских колоний с помощью И. Корниса по меннонитскому образцу (65 десятин земли на семью). Вскоре жители отказались от общинного гуттерского образа жизни. В 1876 году гуттериты выехали в Южную Дакоту, и село купили пришибские колонисты.
24 октября 1943 года село было освобождено от германской оккупации.
В 1945 году село было переименовано в Кирпичное.

## Население села Кирпичное
Кирпичное возникло сразу как довольно крупное по тем временам село. Следующие 170 лет его население в основном колебалось в пределах 200—400 человек, не демонстрируя заметного роста:
| Год  | Население |
| ---- | --------- |
| 1842 | 384       |
| 1856 | 632       |
| 1864 | 368       |
| 1876 | 325       |
| 1905 | 320       |
| 1911 | 285       |

| Год  | Население |
| ---- | --------- |
| 1915 | 274       |
| 1918 | 335       |
| 1926 | 425       |
| 1990 | 270       |
| 2001 | 239       |

В 1926 году из 425 жителей села 393 (92 %) были немцами.

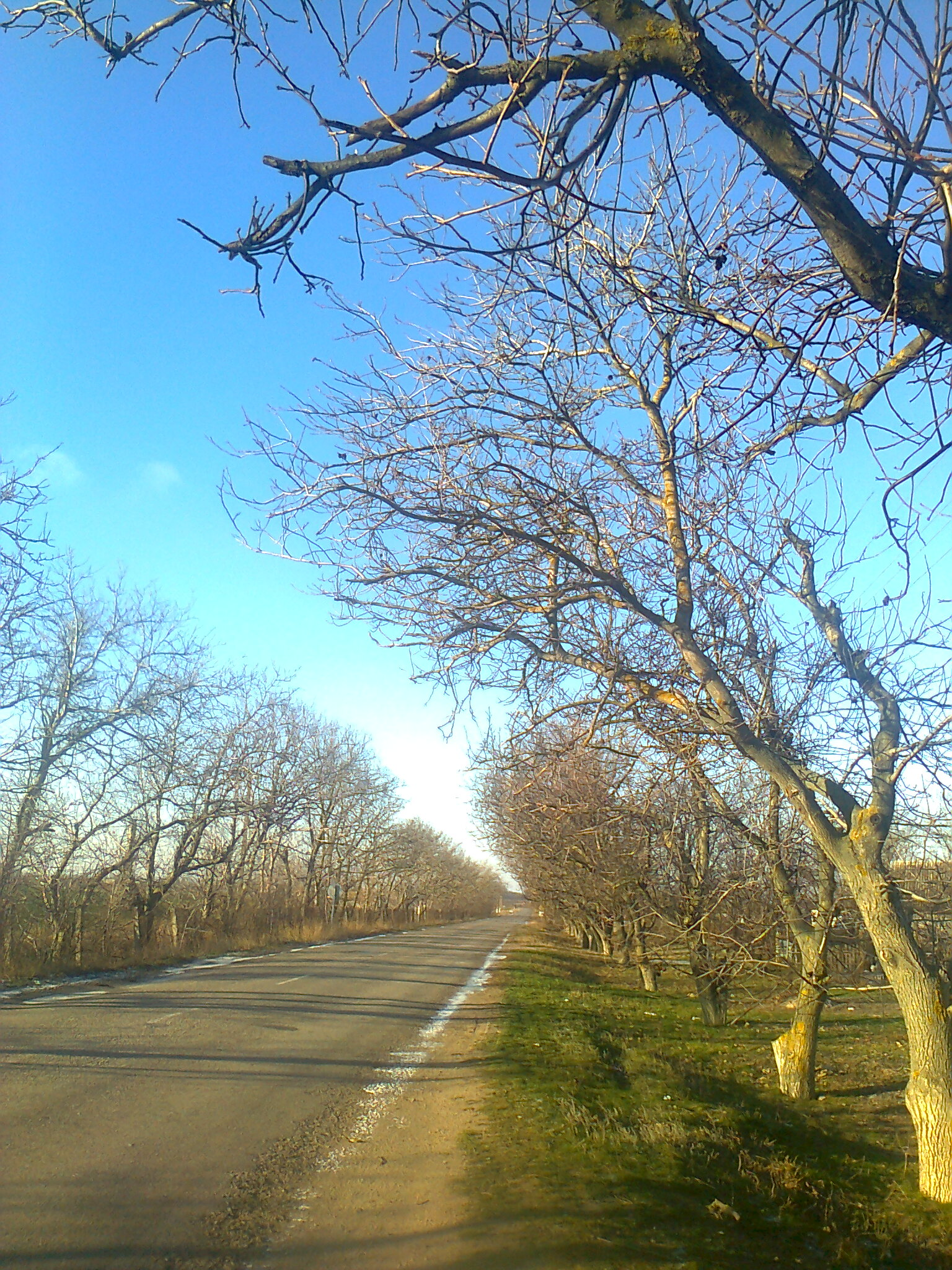
Центральная улица села
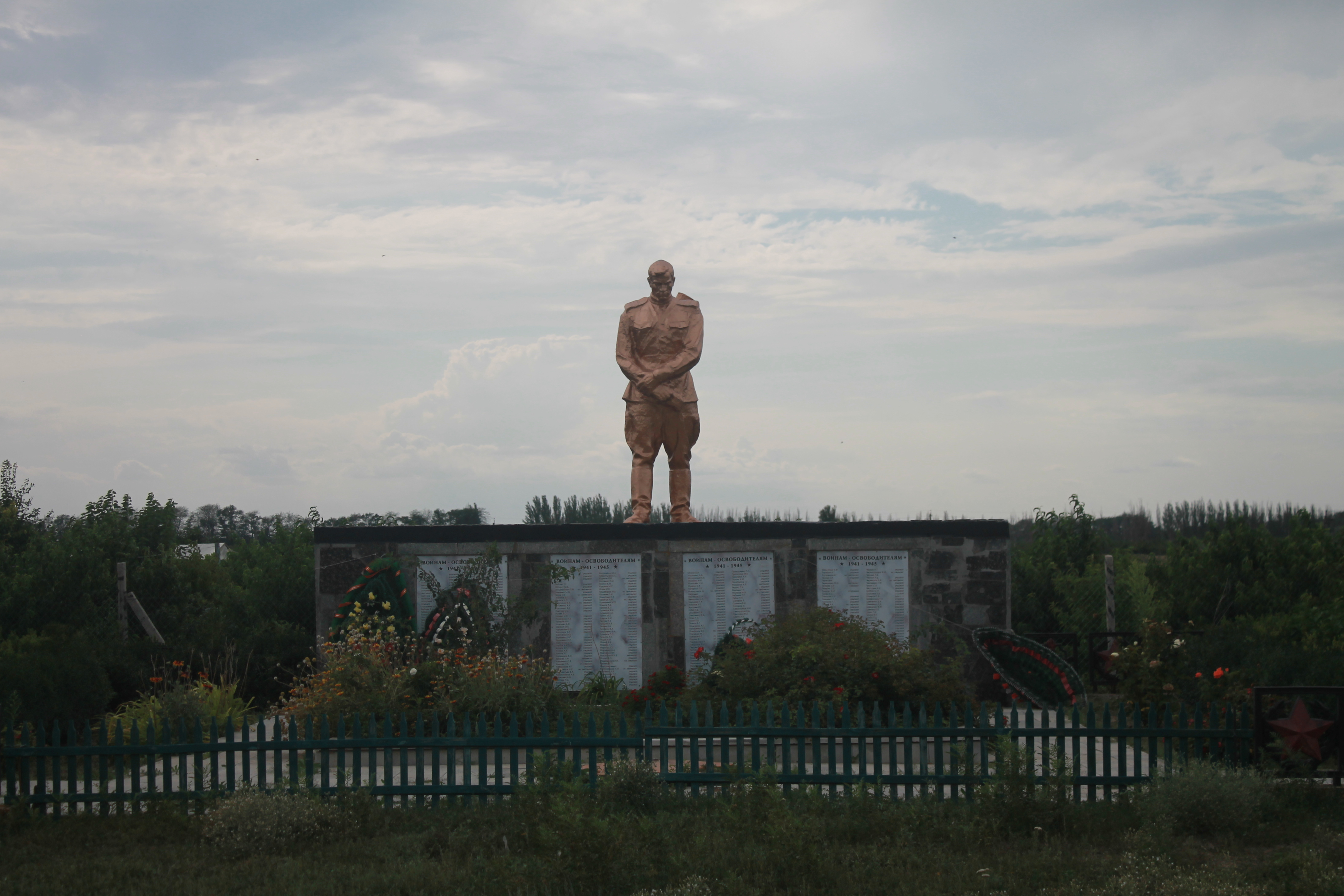
Памятник воинам, погибшим в Великой Отечественной войне